# Christer Kellgren
Christer Kellgren, född 15 augusti 1958 i Göteborg, är en svensk före detta professionell ishockeyspelare.
Christer Kellgren kom till Västra Frölunda IF från Torslanda IK 1971. Kellgren debuterade samtidigt med Peter Gustavsson 1978 då Arne Strömberg och Leif "Blixten" Henriksson coachade Frölunda. Efter ett par år i NHL återvände Kellgren till Göteborg och Frölunda, där han spelade resten av sin karriär. Efter sin aktiva tid har Kellgren oavbrutet jobbat i Frölundas organisation i ett flertal roller, senast som sportchef. 
Under sina elva säsonger hann Kellgren med en hel del: 
- SM-final 1980
- Säsongen 1983/1984 blev han bäste poängplockare i Frölunda, den säsong då laget ramlade ur Elitserien.
- Fem säsonger division 1-spel med göteborgslaget med kvalmissar.
- Efter att säsongen 1988/1989 ha varit med att ta upp laget till Elitserien 1989 lade Christer skridskorna på hyllan
- Matchfacit i Frölunda som aktiv:
  - 341 matcher
  - 162 mål
  - 144 assist
  - 306 poäng
  - 204 utvisningsminuter

Christer Kellgren fick aldrig spela i Tre Kronor och kanske är en del av svaret att han under sina bästa år spelade i division 1. Säsongen 1987/1988 gjorde han 108 poäng på 61 matcher.

## Klubbar
- Västra Frölunda HC 1983–1989
- Fort Worth Texans, CHL, 1982
- Colorado Rockies, NHL, 1981
- Västra Frölunda IF 1971–1980
- Torslanda IK
- BK Fyren (moderklubb)